# Tender Turns Tuff (sång)
Tender Turns Tuff är en sång skriven av Mikael Rickfors och Hasse Huss, och inspelad av Mikael Rickfors på Tender Turns Tuff från 1981., samt utgiven på singel 1980 med "Fire In My Heart" som A-sida och 1981 på singeln "Yeah Yeah" som B-sida.
| ”            | Det var tidigt 80-tal och ska och new wave som gällde. Mycket engelsk musik som kändes viktig där och då, men som inte lämnat så många bestående spår. Jag har alltid haft en viss förkärlek för långsamma låtar. Den här var i och för sig snabb, men kul att spela live. | „ |
| – Hasse Huss | |   |

## Listplaceringar
| Lista (1981) | Topplacering |
| ------------ | ------------ |
| Sverige      | 2            |

### Fotnoter
1. ↑  ”Tender Turns Tuff / Mikael Rickfors”. Svensk mediedatabas. 1 januari 1981. https://smdb.kb.se/catalog/id/001887905. Läst 7 juli 2022.
2. ↑  ”Tender Turns Tuff & Fire In My Heart”. Svensk mediedatabas. 1 januari 1980. https://smdb.kb.se/catalog/id/001882109. Läst 7 juli 2022.
3. ↑  ”Tender Turns Tuff”. Swedishcharts. 27 februari 1981. https://swedishcharts.com/showitem.asp?interpret=Mikael+Rickfors&titel=Tender+Turns+Tuff&cat=s. Läst 7 juli 2022.